# Баните
Ба́ните (болг. Баните) — село в Смолянській області Болгарії. Адміністративний центр общини Баните.

## Населення
За даними перепису населення 2011 року у селі проживали 1072 особи.
Національний склад населення села:
| Національність   | Кількість осіб | Відсоток |
| ---------------- | -------------- | -------- |
| болгари          | 988            | 98,7 %   |
| не визначились   | 9              | 0,9 %    |
| Всього відповіли | 1001           |          |

Розподіл населення за віком у 2011 році:
Динаміка населення: